# Baiyintela
Baiyintela (kinesiska: 白音特拉, 白音特拉乡) är en socken i Kina. Den ligger i den autonoma regionen Inre Mongoliet, i den norra delen av landet, omkring 250 kilometer nordost om regionhuvudstaden Hohhot.
Genomsnittlig årsnederbörd är 517 millimeter. Den regnigaste månaden är juni, med i genomsnitt 128 mm nederbörd, och den torraste är december, med 3 mm nederbörd.